# アンドレイ・ウラジーミロヴィチ
アンドレイ・ウラジーミロヴィチ（ロシア語: Андре́й Влади́мирович, 1879年5月14日 - 1956年10月30日）は、ロシアの皇族、ロシア大公。皇帝アレクサンドル2世の三男ウラジーミル・アレクサンドロヴィチ大公とその妻マリヤ・パヴロヴナ妃の間に生まれた第4子、四男。1917年のロシア革命が起きると国外に脱出し、長く愛人関係にあったマチルダ・クシェシンスカヤと結婚した。

## 生涯
アンドレイは二人の兄、キリル大公とボリス大公からバレエ界のトップダンサー、マチルダ・クシェシンスカヤを紹介された。マチルダは以前、アンドレイの従兄である皇帝ニコライ2世の愛人だった過去を持つ女性で、そして当時は父の従弟であるセルゲイ・ミハイロヴィチ大公の愛人として囲われていた。アンドレイは1902年にマチルダが出産した息子を自分の子供として認知し、この子供は皇族の血を引くとしてウラジーミル・ロマノフスキー＝クラシンスキー公爵（1902年 - 1974年）の名を与えられた。
アンドレイと家族（母、兄とその妻子、マチルダと息子ウラジーミル）はロシア革命に際して亡命に成功し、アンドレイはマチルダとともにパリに身を落ちつけた。アンドレイは皇帝ニコライ2世の末娘アナスタシヤ・ニコラエヴナを自称するアンナ・アンダーソンの主張を信じた数少ないロシア皇族の一人であった。アンドレイはアンダーソンに初めて会ったときから彼女をアナスタシヤだと確信しきってしまい、アンダーソンの帝位請求を支持したうえに、彼女の生活を援助しさえした。
アンドレイの一人息子で亡命ロシア人組織「ムラドロッシ」の一員になっていたウラジーミルは、第2次大戦中に親ソヴィエト的言動を繰り返した罪でナチス・ドイツによって119日のあいだ強制収容所に入れられたことがあった。アンドレイはドイツ人の警察組織のトップに何度も会いに行き、亡命ロシア人たちにも手助けを頼んだが、どちらの側もアンドレイを相手にしようとしなかった。アンドレイとマチルダはパリに住み、仲良く楽しく暮らした。「亡命皇帝」になった兄のキリルと違い、アンドレイは政治に興味を持つことはなかった。大公は1956年に77歳で世を去った。